# Alticus arnoldorum
Alticus arnoldorum är en fiskart som först beskrevs av Curtiss, 1938.  Alticus arnoldorum ingår i släktet Alticus och familjen Blenniidae. Inga underarter finns listade i Catalogue of Life.